# Eduard Theodor von Bosse

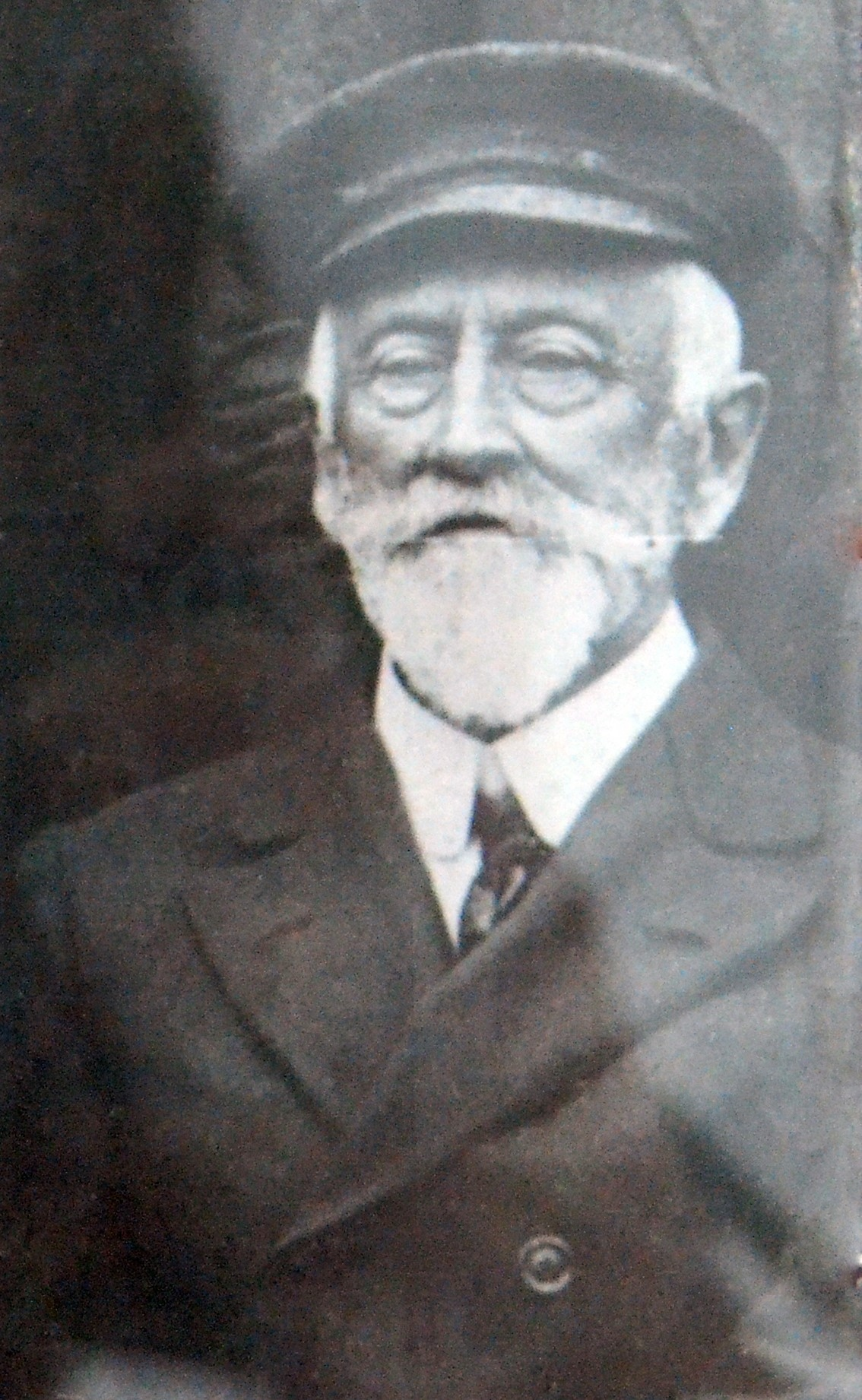
Eduard Theodor von Bosse

Eduard Theodor von Bosse (* 19. Oktober 1854 in Saose, Tamsalu, Lääne-Viru, Estland als Eduard Arturovich von Bosse; † 27. Juni 1927 in Riga, Kurland, Lettland) war ein Ingenieur und Unternehmer, einer der Gründer der Industrie vom Donbass und der Stadt Donezk. Zusammen mit Rudolf G. Gennefeld war er der Gründer der Maschinenbau- und Eisengießerei im Dorf Jusowka (heute JSC Donezkhirmasch). Er ist der Onkel von Vera de Bosset und der Neffe von Ludwig Mercklin.

## Biografie

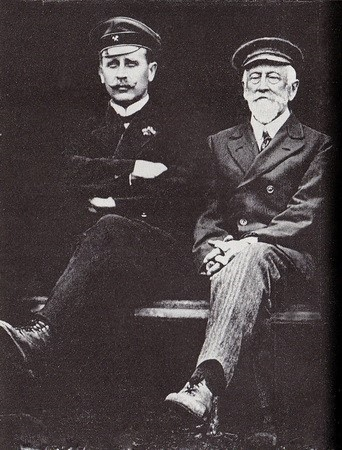
Eduard Theodor von Bosse (rechts) und Robert Wagner

Eduard Theodor Bosse wurde in einer wohlhabenden evangelisch-lutherischen deutschbaltischen Familie geboren und hatte sechs Geschwister. Sein Vater Arthur Bosse (1825–1897) war ein Kaufmann der ersten Gilde, der in der Manufaktur handelte. Seine Mutter Amalie Frederike von Mercklin (1830–1922) war eine Tochter von Friedrich Ludwig Eugen Paul von Mercklin (1792–1873) und seiner ersten Frau Johanna Friederike Auguste Lerche (1793–1831).
Einige Jahre später zog die Familie nach St. Petersburg und bezog dort eine riesige Wohnung im Mietshaus der schwedischen Kirche in der Malaya Konyushennaya Straße. Im Alter von 12 Jahren trat von Bosse in die Reformschule ein, die gute Kenntnisse vermittelte, aber gleichzeitig nur 60 Rubel pro Jahr für die Ausbildung kostete (zum Vergleich: Das Studium an der Handelsschule kostete 300 Rubel pro Jahr). In dem von Bosse im Juni 1874 ausgestellten Zeugnis standen nur hervorragende Noten, und zwar nicht nur in Fächern (Englisch, Physik, Rechnen, Algebra, Geometrie und Trigonometrie, Physiologie und Anatomie, Zoologie und Mineralogie), sondern auch für Verhalten und Fleiß.
Eduard Theodor Bosse studierte von 1874 bis 1878 am Polytechnischen Institut in Zürich und erhielt am 10. August 1878 ein Diplom über den erfolgreichen Abschluss der Fakultät für Mechanik.
Nach seiner Rückkehr nach St. Petersburg fand der junge Maschinenbauingenieur Arbeit in der Gesellschaft der französisch-russischen Fabriken. Ein paar Jahre später kündigte er entweder und ging 1885 in den Donbass oder wurde von der Unternehmensleitung dorthin geschickt. Französische und belgische Unternehmen waren gerade dabei, die Kohle- und Eisenerzregion Donezk aktiv zu entwickeln. Er arbeitete als Ingenieur am Bau der Eisenbahnlinie Jekaterinodar-Novorossiysk, die drei Jahre später dem Verkehr übergeben wurde. In dieser „Eisenbahnzeit“ lernte er den deutschen Unternehmer Rudolf Heinrich Gennefeld kennen. Die beiden jungen Leute wurden Freunde und beschlossen, Partner zu werden.
1889 erwarb er mit seinem Partner Rudolf Heinrich Gennefeld unweit von Jusowka (später Stalino, heute Donezk) vom Grund- und Minenbesitzer N. A. Rutchenko ein Grundstück in der Nähe des Dorfes Grigorievka (Bezirk Bakhmut, Gouvernement Jekaterinoslaw) für den Bau eines Maschinengebäudes und einer Eisengießerei.
1896 wurde Eduard Bosse der Titel eines erblichen Ehrenbürgers verliehen – er wurde Mitglied einer „besonders privilegierten Bürgerkaste“.
1902 teilten Bosse und Gennefeld ihr Eigentum: Der Maschinenbau und die Eisengießerei in Jusowka gingen an Bosse und die mechanische Fabrik in Petro-Marievka wurde Eigentum von Rudolf Gennefeld. Im Oktober 1908 verpachtete der 54-jährige Inhaber sein Geschäft an den Ingenieur Joseph Robert Wagner.
1924 verließ die Familie Bosse Jusowka, das gerade in Stalino umbenannt worden war in Richtung Baltikum. Eduard Theodor Bosse starb am 27. Juni 1927 in Riga.
Trotzdem verschwand der Name des Geschäftsmanns nicht aus dem Leben von Donezk (der aktuelle Name von Jusowka) – er wurde zu einem Ortsnamen. Tatsache ist, dass das Wohngebiet des Maschinenbauwerks immer noch inoffiziell Bosse heißt.
Einige vorrevolutionäre Räumlichkeiten des Werks mit altem Mauerwerk sowie das zweistöckige Haus des Firmengründers, in dem zu Sowjetzeiten eine Kompressorstation untergebracht war, sind bis heute erhalten.

## Privates
Bosse heiratete 1890 Hedwig von Ruckteschell (1866–1936) in Charkiw (Ukraine), die Tochter des Kolonialrats Konstantin von Ruckteschell. Bosses Sohn, Paul Arthur Alfred Bosse (1891–1941), absolvierte eine Ingenieurausbildung, war Mitglied im Vorstand des Werks und seit 1908 dessen stellvertretender Direktor.